# Этуаль (футбольный клуб, Каруж)
«Этуаль» (фр. Étoile Carouge) — швейцарский футбольный клуб, расположенный в городе Каруж. Клуб был основан в 1904 году и пока не имеет весомых достижений. В сезоне 2011/12 занял второе место в группе 1 Первой лиги и вышел в Челлендж-лигу через плей-офф.
Наиболее успешным периодом в истории клуба стали 1920-е и 30-е годы, когда «Этуаль» 11 сезонов (с 1923 по 1933 год и в сезоне-1934/35) играл в высшей лиге чемпионата Швейцарии. Наивысшим достижением стала победа в турнире западной группы в сезоне-1927/28, когда команда вышла в финальную пульку, но проиграв в ней оба матча заняла последнее, 3-е место. После сезона 1934/35 годов команда надолго покинула высший дивизион, и лишь дважды: в сезонах 1977/78 и 1997/98 годов выступала в нём, оба раза занимая места в нижней части турнирной таблицы.
В настоящий момент клуб выступает в Первой лиге (IV эшелон).